# Jakob August Heer
Jakob August Heer (* 7. Juni 1867 in Basel; † 7. März 1922 in Arlesheim) war ein Schweizer Bildhauer und Medailleur.

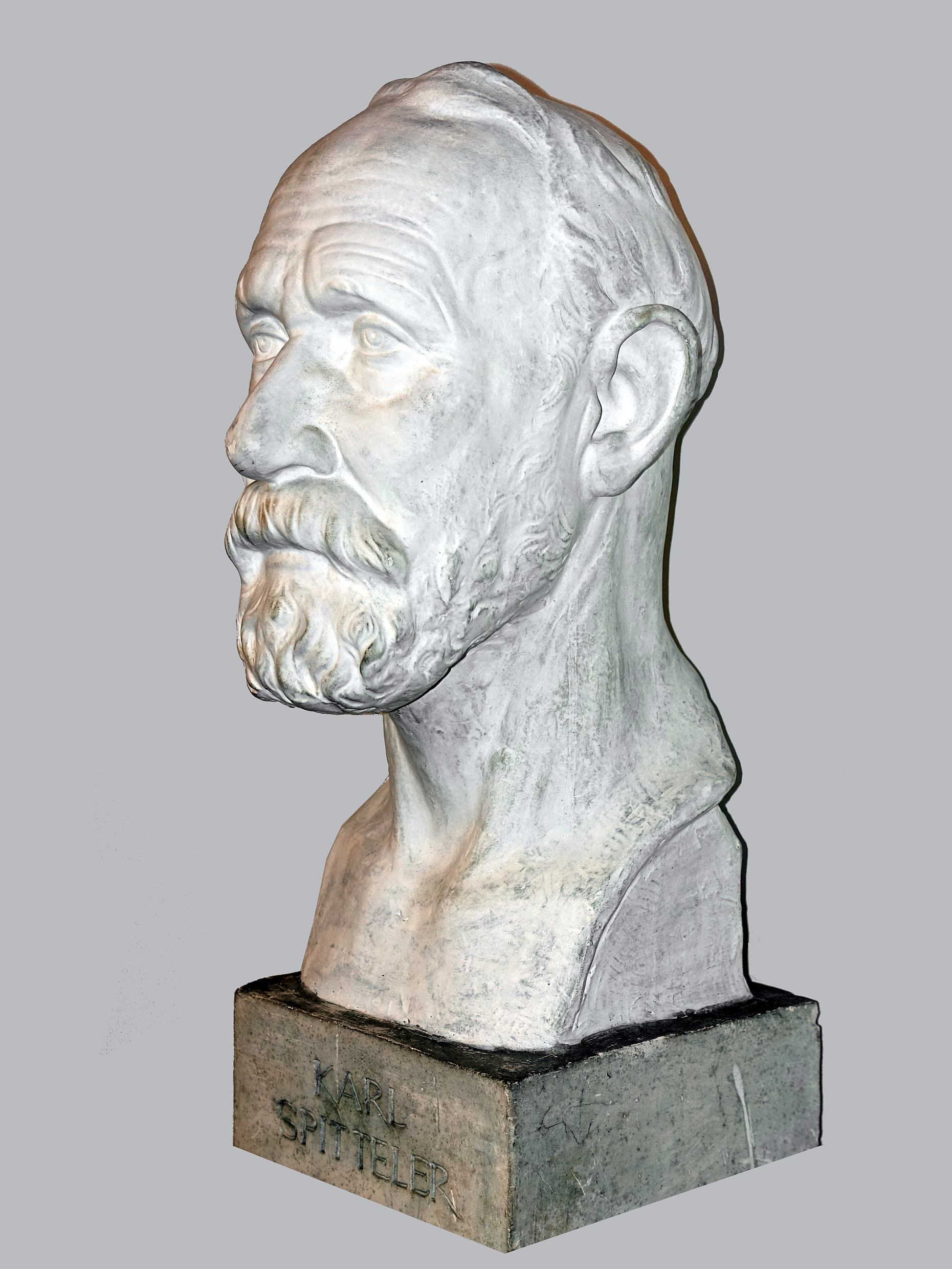
Gips Büste von Carl Spitteler in Liestal

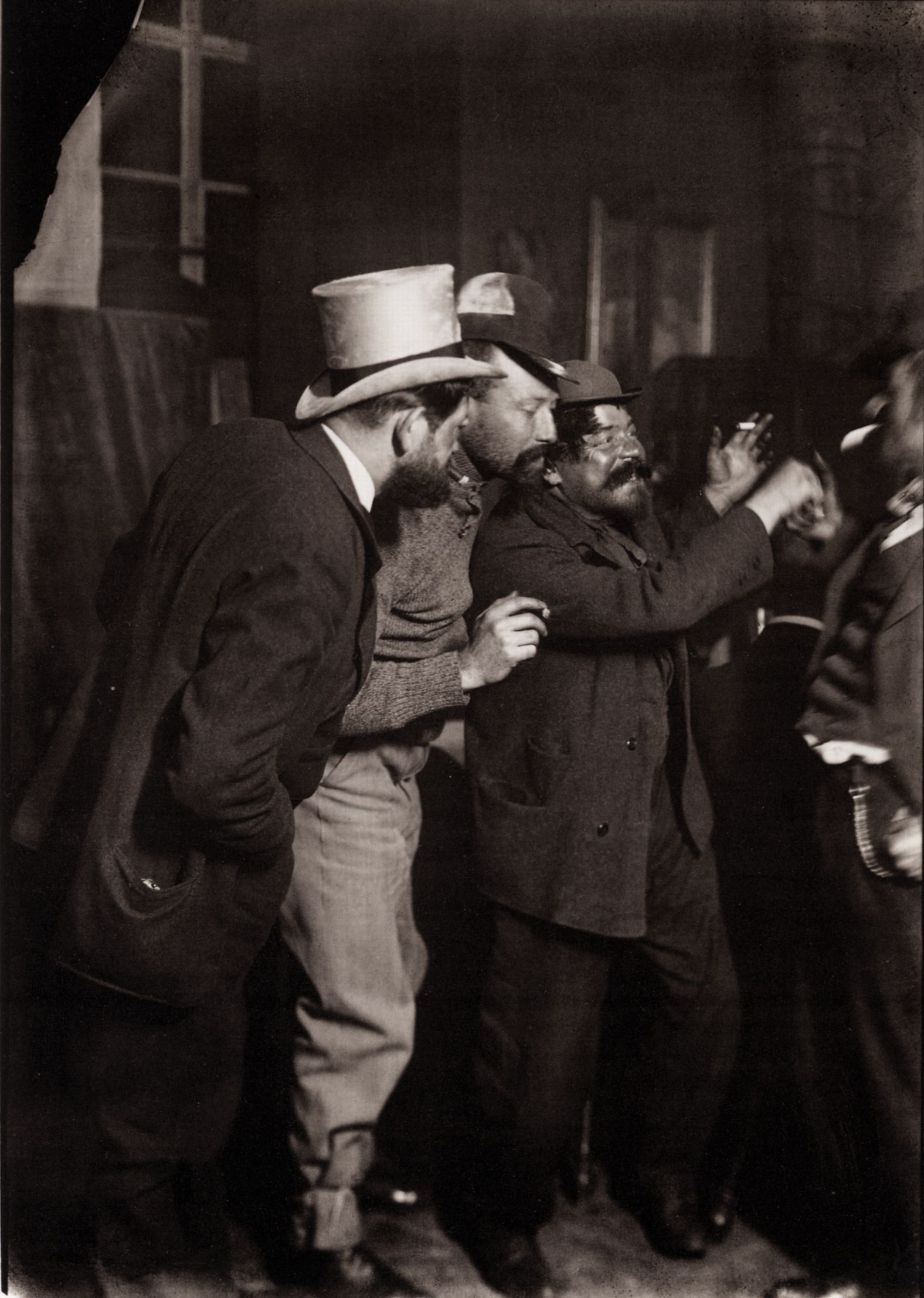
Von links: Heinrich Zille, der Bildhauer Nikolaus Friedrich und Jacob August Heer (1899)

## Leben und Wirken
Jakob Heer, Sohn des Jakob Heer von Reineck SG und der Anna Maria Gürtler, heiratete 1898 Auguste Pauline Franziska Reissig von Plötzkau, Herzogtum Anhalt, und in zweiter Ehe 1907 Franziska Sporner von München. 1887 begann er an der Gewerbeschule in München den Zeichenunterricht, von 1888 bis 1891 studierte er an der Kunstakademie Berlin bei Albert Wolff und an der École des Beaux-Arts in Paris bei Alexandre Falguière.
Von 1892 an war Heer in Basel, später in München, Genf und Berlin tätig. In München stand er im Kontakt mit der Luitpoldgruppe und der Künstlergesellschaft Allotria. Ab 1900 arbeitete Heer in einem eigenen Atelier in Arlesheim. Von 1895 bis 1896 befasste sich Heer in Genf mit dekorativen Arbeiten für die damalige Schweizerische Landesausstellung.
Heer wurde durch kraftvoll gestaltete Skulpturen und Plastiken bekannt und schuf Denkmäler von Künstlern, Behördenmitgliedern und anderer Personen. Von ihm stammen auch Werke der Bauplastik und Porträtbildnisse in Gips, Marmor und Bronze sowie Terrakottafiguren.
Seit 1894 nahm er an Ausstellungen in der Schweiz und in Deutschland teil; 1909 wurde ihm eine Goldene Medaille der Kunstausstellung im Münchner Glaspalast verliehen. 1914 erhielt Heer eine Goldmedaille an der Schweizerische Landesausstellung 1914 für die Brunnenskulptur Flora die unter einem Rundsäulenbaldachin der vom Berner Architekten Otto Roos gestaltet wurde, stand. Seit 1915 befindet sich der Brunnen im Florapark Bern. Roos schrieb auf Heer einen Nachruf.
1923 veranstaltete der Basler Kunstverein eine Ausstellung zum Werk von Jakob August Heer und 1986 fand eine Gedenkausstellung im Ortsmuseum Trotte in Arlesheim statt.

## Werke (Auswahl)
- Wilhelm-Baumgartner-Denkmal, Zürich, 1891
- Entwurf für das Pestalozzi-Denkmal in Zürich, 1897[2]
- Entwurf einer Skulptur von Johann Rudolf Wettstein, 1898[3]
- Monument de la République (gemeinsam mit Adolf Meyer), Neuenburg, 1896–1898[4]
- Büste von Jakob Burckhardt, 1900[5]
- Büste von Emanuel Bernoulli, 1901[6]
- Büste von Jakob Reinhold Sarasin, 1901[7]
- Grabmal für Niklaus Riggenbach in Olten, 1901[8]
- Grabmal für Johann Caspar Horber auf dem Wolfgottesacker in Basel, 1902[9]
- Entwurf für das Weltpostdenkmal, das den 2. Preis erlangte, 1903[10]
- Rütli-Skulpturengruppe, 1905[11]
- Büste von Albert Anker, 1906[12]
- Büste von Hermann Groeber, 1907[13]
- Plastik Mummelgreis, 1907, Kunsthaus Zürich
- Flora (auch als Florabrunnen oder Rotonda bekannt), Bern, 1914
- Entwurf für die Gedenkmünze auf General Ulrich Wille, 1915
- Büste eines Baselbieter Bauers, 1916[14]
- Gedenkmedaille zu Ernst Alfred Stückelbergs 50. Geburtstag, 1917[15]
- Carl-Spitteler-Medaille[16]
- Büste von Ferdinand Hodler, 1915, Kunstmuseum Solothurn
- Büste von Hans Huber, Basel[17]

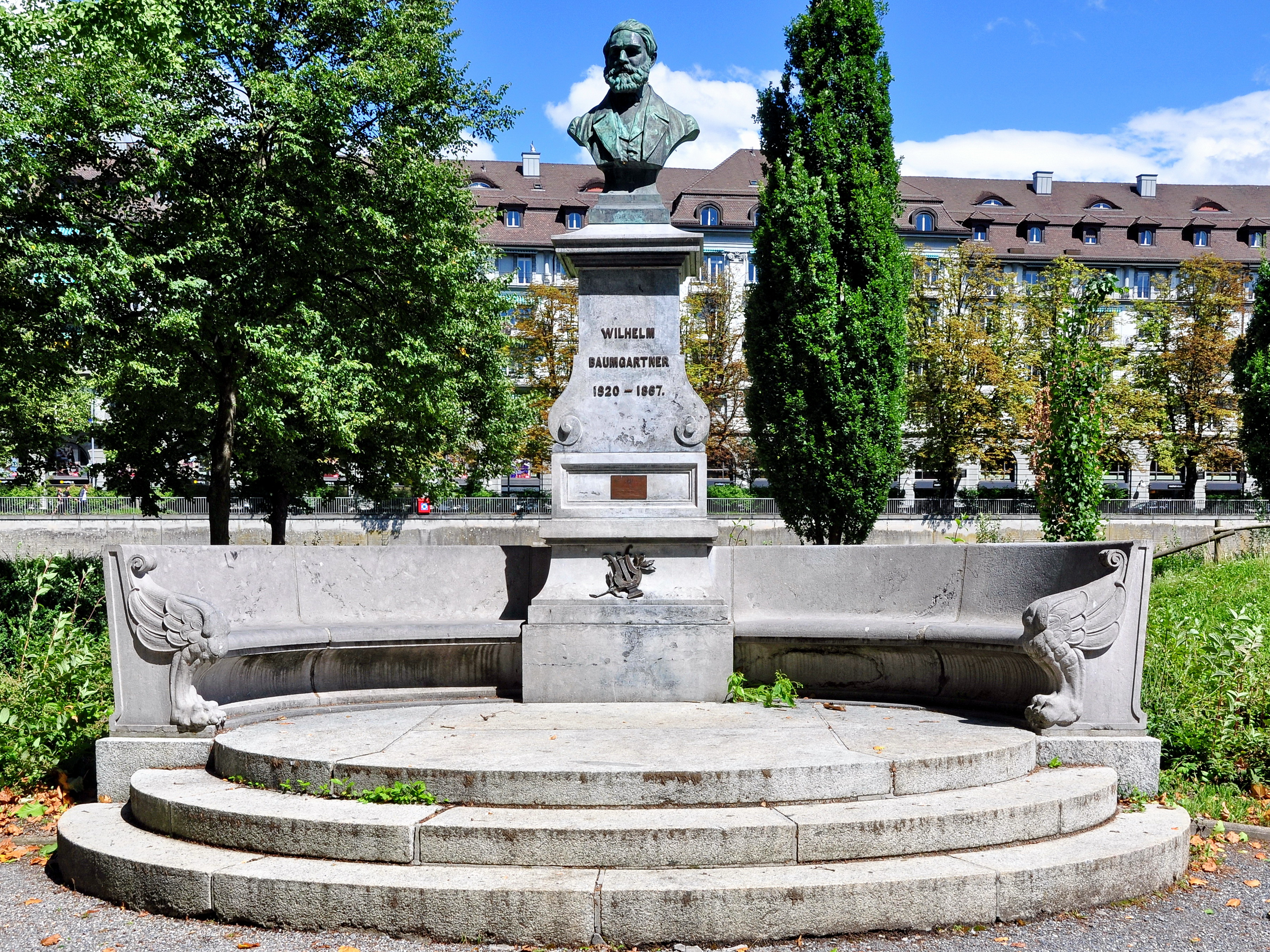
Wilhelm-Baumgartner-Denkmal auf dem Platzspitz in Zürich, 1890/91
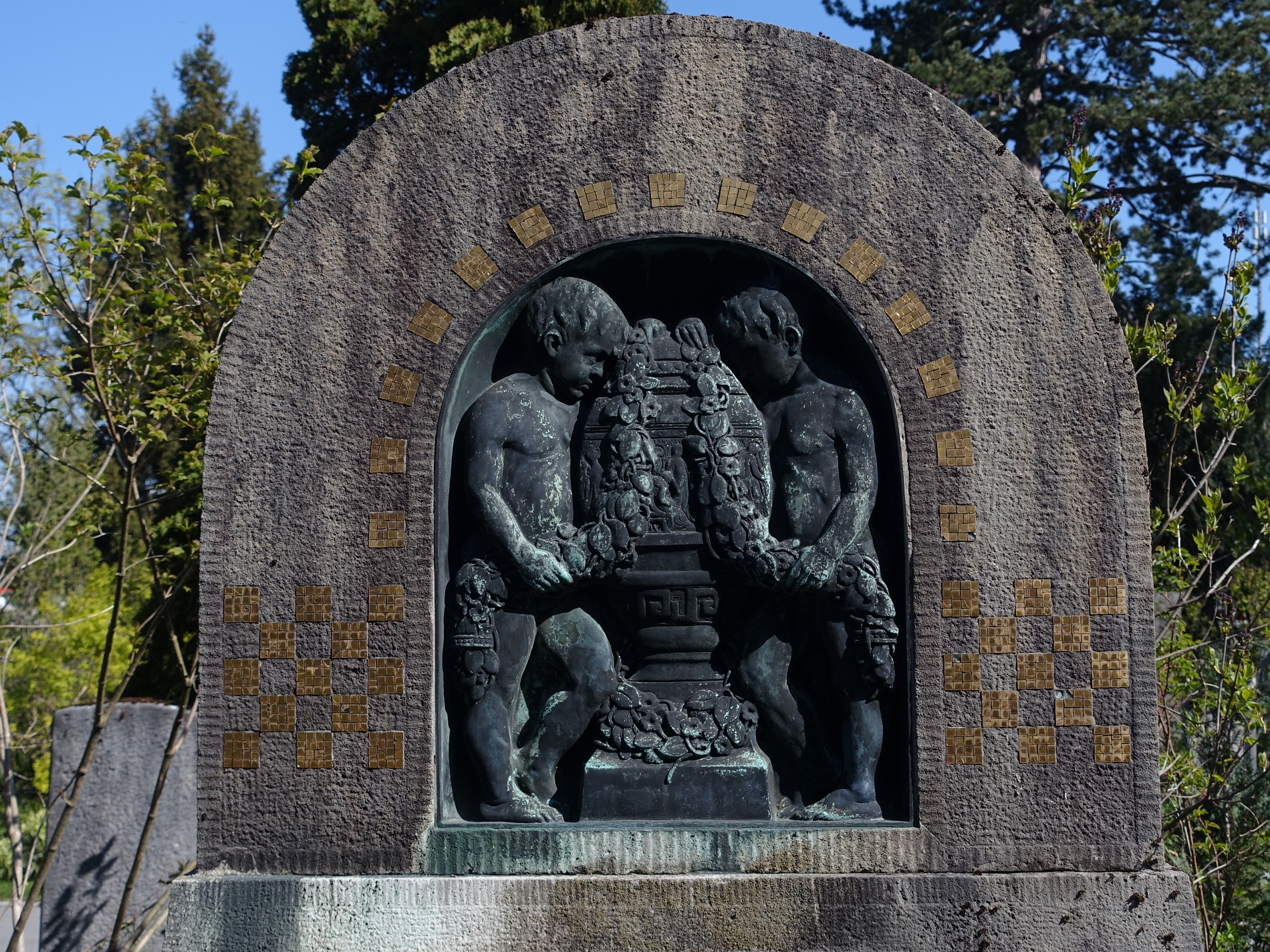
Grabmal auf dem Friedhof Wolfgottesacker in Basel, 1902
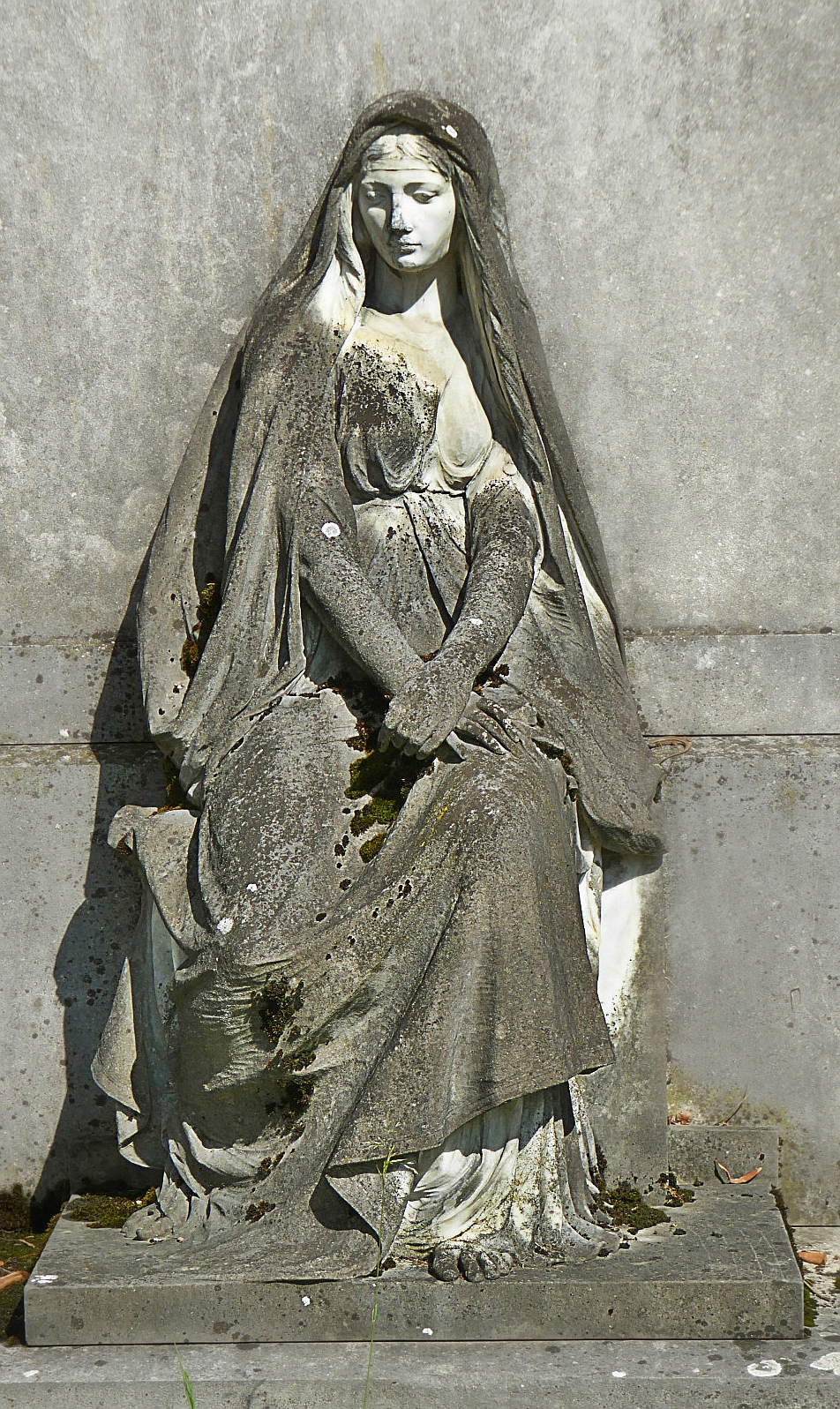
Frauenfigur auf dem Grabmal auf dem Wolfgottesacker
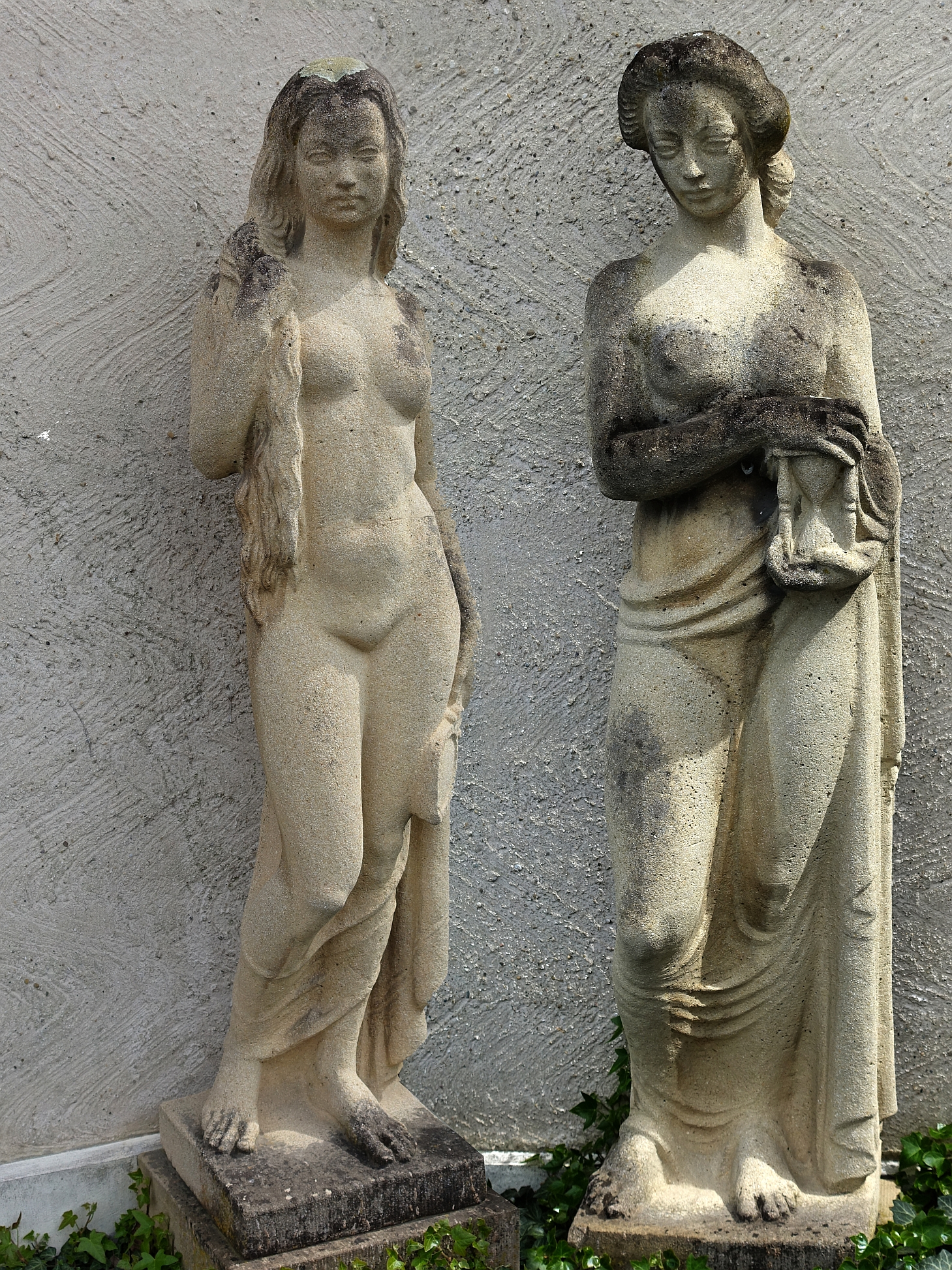
Skulpturen in Arlesheim